# Växjö Marathon
Växjö Marathon är ett årligt maratonlopp i Växjö. Loppet går drygt åtta varv på gång- och cykelstigar runt Växjösjön med målgång utanför badhuset. Växjö Marathon är ett av Sveriges största maratonlopp  med 377 startade 2011. Det första Växjö Marathon arrangerades 1994.
År 2019 var Växjö Marathon Veteran SM.
Tommy Hagberg från Furuby utanför Växjö är numera ensam med att ha gått imål samtliga Växjö Marathon sedan 1994.

## Vinnare genom tiderna

### Herrar
| - 1994 - Anders Engström, Hultsfreds löparklubb, 2.57,37 - 1995 - Per Stjernberg, Högby IF, 2.35,00 - 1996 - Henrik Lindberg, GF Idrott, 2.42,32 - 1997 - Patrik Gustafson, Brittatorp TK, 2.31,20 - 1998 - Patrik Gustafson, Brittatorp TK, 2.31,09 - 1999 - Patrik Gustafson, Brittatorp TK, 2.27,59 (banrekord) - 2000 - Lars Hansen, Enhörna IF, 2.28,23 - 2001 - Thony Jerpenius, Kisa SK, 2.40,14 - 2002 - Joel Johansson, MAI, 2.42,09 - 2003 - Stefan Andreazzoli, Högsbo AIK, 2.55,54 - 2004 - Elis Bengtsson, Malungs IF, 2.41,23 - 2005 - Lars Hansen, SK Graal, 2.32.57 - 2006 - Jens Jonasson, IK Akele, 2.36,38 - 2007 - Henrik Olsson, TV-88, 2.37,40 - 2008 - Jens Jonasson, IK Akele, 2.35,58 - 2009 - Magnus Hansson, IFK Trelleborg, 2.34,05 - 2010 - Michael Kälebo, IFK Halmstad, 2.43,41 - 2011 - Erik Andersson, Växjö Löparklubb. 2.38,17 - 2012 – Andreas Magnusson, Mariestads AIF, 2:35:55 - 2013 – Johan Nordström, Runday IF, 2:38:31 - 2014 – Jakob Nilsson, Örebro AIK, 2:45:11 |

### Fotnoter
1. ↑  ”Växjö Marathon fortfarande näst störst – Henrik Orre snabb i Yddingeloppet”. Spring. 20 oktober 2013. Arkiverad från originalet den 17 november 2015. https://web.archive.org/web/20151117022430/http://springlfa.se/vaxjo-marathon-fortfarande-nast-storst-henrik-orre-snabb-i-yddingeloppet/. Läst 13 november 2015.
2. ↑  ”Växjö Marathon – 20 års jubilerar med extra fina priser”. Spring. 13 oktober 2013. Arkiverad från originalet den 17 november 2015. https://web.archive.org/web/20151117024024/http://springlfa.se/vaxjo-marathon-20-ars-jubilerar-med-extra-fina-priser/. Läst 13 november 2015.